# La Fille d'un grand amour
Pour plus de détails, voir Fiche technique et Distribution.
La Fille d'un grand amour est une comédie dramatique franco-belge réalisée par Agnès de Sacy et sortie en 2025,.

## Fiche technique
Sauf indication contraire, les informations mentionnées dans cette section peuvent être confirmées par les bases de données cinématographiques IMDb et Allociné,  présentes dans la section « Liens externes ».
- Titre original : La Fille d'un grand amour
- Réalisation : Agnès de Sacy
- Scénario : Agnès de Sacy, Michel Spinosa et Gilles Taurand
- Musique : Grégoire Hetzel et Valérie Lindon
- Décors : Charlotte de Cadeville
- Costumes : Pierre Canitrot
- Photographie : Denis Lenoir
- Son : Pierre Mertens, Claire-Anne Largeron, Damien Guillaume et Nathalie Vidal
- Montage : Françoise Bernard
- Production : Philippe Godeau
  - Coproduction : Patrick Quinet, Nathalie Gastaldo Godeau et Camille Gentet
  - Production exécutive : Jean-Yves Asselin
- Sociétés de production : France 2 Cinéma, Pan Européenne Production et Artémis Productions
- Sociétés de distribution : Pan Distribution
- Pays de production :  France et  Belgique
- Langue originale : français
- Format : couleur
- Genre : Comédie dramatique
- Durée : 94 minutes
- Dates de sortie :
  - France : 8 janvier 2025

## Distribution
- Isabelle Carré : Ana
- François Damiens : Yves
- Claire Duburcq : Cécile
- Marc Bodnar : Santiago
- Cédric Appietto : Antoni
- Lou Bruston : Guillaume
- Hugo Feniser : Jean-Marc
- Mostéfa Djadjam : l'amant de Portbou
- Guilaine Londez : Éliane
- Bruno Raffaelli : le médecin de famille
- Pascal Bonitzer : le professeur de la Fémis